# 백운산 (전남)
백운산(白雲山)은 전라남도 광양시에 있는 소백산맥과 호남정맥의 산이다. 백두대간에서 갈라져 나와 호남정맥을 완성하고 섬진강 550리 물길을 마무리한다.
지질은 변성암과 화강암, 충적층이 주를 이루고 곳에 따라 화산암 등도 분포되어 있다. 섬진강을 사이에 두고 지리산과 남북으로 마주하고 있다. 1,080여종이 넘는 식물이 분포하고 있는데, 이는 한라산 다음으로 많은 수이다.
9월 18일 전라남도에 따르면 고로쇠 수액이 지리적표시 등록되었다.

## 같이 보기
- 한국의 산
- 호남정맥